# Cerodirphia mota
Cerodirphia mota är en fjärilsart som beskrevs av Druce 1909. Cerodirphia mota ingår i släktet Cerodirphia och familjen påfågelsspinnare. Inga underarter finns listade i Catalogue of Life.